# Municipio de Ragunda
Ragunda (en sueco: Ragunda kommun) es un municipio de la provincia de Jämtland, Suecia, en la provincia histórica de Jämtland. Su sede se encuentra en la localidad de Hammarstrand. El municipio actual se formó en 1974 cuando el antiguo municipio de Ragunda se fusionó con los municipios rurales de Fors y Stugun. Se han discutido nuevas fusiones debido a la disminución de la población, pero no se han llevado a cabo.

## Localidades
Hay cuatro áreas urbanas (tätort) en el municipio:
| # | Tätort            | Población |
| - | ----------------- | --------- |
| 1 | Hammarstrand      | 1173      |
| 2 | Stugun            | 597       |
| 3 | Västra Bispgården | 473       |
| 4 | Östra Bispgården  | 249       |

## Demografía

### Desarrollo poblacional
| Gráfica de evolución demográfica de Ragunda entre 1970 y 2015 |
|                                                               |
| Fuente: SCB                                                   |

## Ciudades hermanas

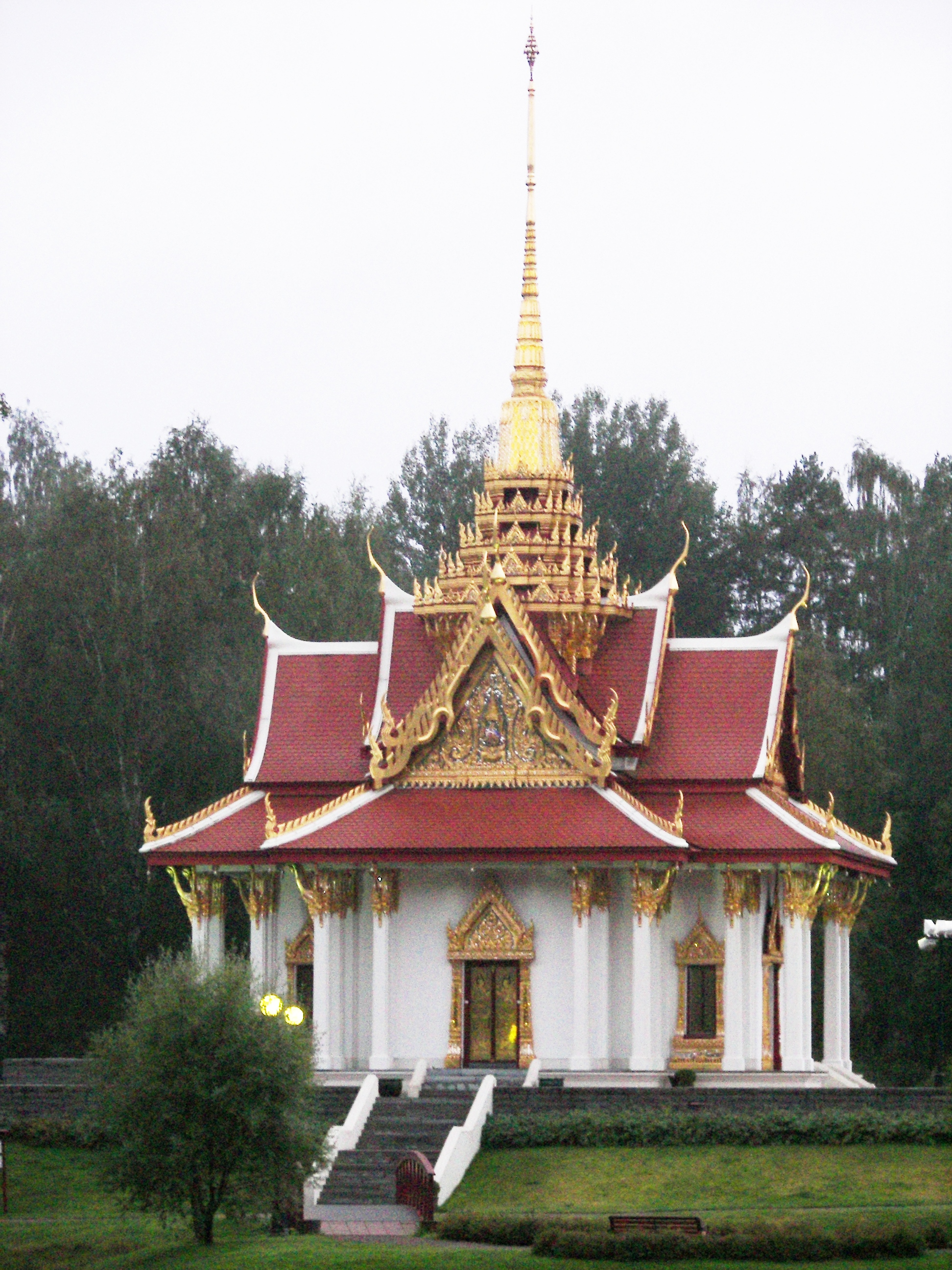
Pabellón tailandés en Bispgården, Ragunda

Ragunda esta hermanado o tiene tratado de cooperación con:
- Stjørdal, Noruega
- Karstula, Finlandia
- Bangkok, Tailandia